# Celia (telenovela)
Pour les articles homonymes, voir Celia.
Production
Diffusion
Chronologie
Los miserables ¿Quién es quién?
Celia est une telenovela américaine en 80 épisodes de 42 minutes créée par Andrés Salgado et Paul Rodríguez, produite par Fox Telecolombia pour RCN Televisión  et Telemundo. Elle est diffusée entre le 5 octobre 2015 et le 5 février 2016 sur le réseau Telemundo.
En Afrique la série est diffusée sur Canal+ et rediffusée depuis le 27 mai 2020 sur A+. 
Et à La Réunion , elle est diffusée sur Antenne Réunion depuis le 22 Août 2020 (deux épisodes les Samedis) . 
La série retrace la vie de Celia Cruz.
L'interprète des chansons de la série est Patty Padilla, chanteuse colombienne dont la voix rappelle Celia Cruz.
La telenovela est déjà disponible sur les chaînes Canal+.

## Synopsis
Celia raconte l'histoire d'une des légendes de la musique latine et retrace sa carrière internationale. Nous connaissons les débuts de sa passion pour le chant à Cuba à la fin des années cinquante et sa reconnaissance en tant que chanteuse principale de la Sonora Matancera. En quittant son île avec son mari Pedro Knight, sa carrière a conquis les marchés dans d'autres langues et elle est classée en tant que chanteuse de la salsa la plus reconnue. Elle a honoré le genre musical, son pays bien-aimé et désiré et a laissé un héritage inestimable qui la couronne comme la Guarachera du monde.

## Son parcours
Celia Cruz est la fille d'une famille pauvre qui est privilégiée avec un talent, la voix et le charme de devenir la chanteuse principale du groupe à la mode à Cuba dans les années 50, La Sonora Matancera. Elle est déjà connue depuis cette époque comme «reine de la musique cubaine."
Toutefois, ce qui semblait être le décollage d'une carrière réussie, ainsi que l'abandon de la misère à travers la musique, elle est entravée par la révolution cubaine, en plus d'avoir à faire face aux aléas de l'industrie de la musique sexiste raciste. Dans la recherche de meilleures opportunités économiques, en 1961, elle a reçu une invitation à quitter le pays, près de la Sonora, ne sachant pas alors ce qui l'attend pendant un certain temps, mais pour une durée de vie. Celia Cruz laisse derrière elle sa famille, y compris sa mère qui meurt d'un cancer et sa sœur Noris, de s'installer avec angoisse au Mexique.
Elle est accompagnée par un musicien de Sonora, Pedro Knight, avec qui elle commence par la suite une relation. Pedro est un coureur de jupons qui au moment où il rencontre Celia a eu deux filles auparavant et avait eu une relation avec la propre sœur de Celia, Noris. Cependant, Cruz décide de rester avec Knight.
Le talent et le charme de Cruz atteignent les oreilles de Tito Puente et Johnny Pacheco, qui, en ces jours se formait pour Fania All Stars de New York, un des meilleurs groupe musiciens de salsa, où Cruz devient la star principale avec eux, étendant ainsi leur succès encore plus.
Rôder à la moitié de sa vie, un autre obstacle se présente devant Cruz : en dépit d'avoir un amour infini pour les enfants, elle est incapable d'avoir des enfants. A douze ans, un membre de son fan club, devient finalement son enfant adoptif. Knight, malgré le rejet et la jalousie finit par accepter.
Enfin, Noris, la sœur de Cruz, arrive de Cuba pour assister à la gloire et à la vie luxueuse de sa sœur. La nostalgie de la vie faite de Celia, souffrant d'une envie croissante et une vieille illusion non résolu avec Peter.

## Distribution
- Jeimy Osorio (en) : Celia Cruz (jeune)
- Aymee Nuviola : Celia Cruz (adulte)
- Modesto Lacen : Pedro Knight (jeune)
- Willie Denton : Pedro Knight (adulte)
- Abel Rodríguez (en) : Eliecer Calvo
- Carolina Gaitán (es) : Lola Calvo (jeune) (allusion à La Lupe)
- Marcela Gallego (es) : Lola Calvo (adulte)
- Aida Bossa : Noris Alfonso (jeune)
- Ivette Zamora : Noris Alfonso (adulte)
- Margoth Velásquez (es) : Catalina « Ollita » Alfonso
- Moisés Angulo (es) : Simón Cruz
- Brenda Hanst : Ana Alfonso
- Luciano D'Alessandro : Alberto Blanco (jeune)
- José Rojas : Alberto Blanco (adulte)
- Indhira Serrano (es) : Mirellys Bocanegra
- Jonathan Islas (es) : Mario Agüero (jeune)
- Mauro Mauad : Mario Agüero (adulte)
- Diana Wiswell : Raquel Moreno (jeune)
- Claudia de Hoyos : Raquel Moreno (adulte)
- Carlos Manuel Vesga (es) : Billy García
- José Narváez : Rene Neira
- Michel Guilló : Gamaliel « Gamita » Alfonso
- Alberto Pujol (es) : Rogelio Martínez (es)
- Jorge Cárdenas (es) : Caito
- Carolina Sabino (es) : Myrta Silva (es)
- Juan Alfonso Baptista (es) : Ramón Cabrera
- Mijail Mulkay (es) : Tico Puente (allusion à Tito Puente)
- Jean Phillipe Laurent : Jerry Masucci (es)
- Mateo Giraldo : Oscarito (enfant)
- Daniela Aedo : Mara Ramos
- Anddy Caicedo : Oscarito (jeune)
- Adrián Makala (es) : Ralphi
- Nicolas Garcia : Tichy
- Laura Peñuela : Rita

## Version française
La version française est assurée par Studio Plug-in au Maroc.
Avec les voix de Mounia Bennis, Brahim Bihi, Nawel Lamrini, Fatine Benkirane, Paul N'guyen, Adrien Caminada, Anne Nathan Bessey, Olivier Muletel, Xavier Becker, Fanny Dalmau, Letizia Costantini, Jean-Albert Margaine, David Benezra, Anna Fhima, Karim Lhouri, Eric Cuvelier, Jean-Noël Bardy, Sophie Pastrana, Jalil El Jaouhari, Hamza Touijri, Michael Paolinetti, Christophe Cérino, Kewin Vaucouleur, Nathalie Leplay, Bob Benomar, Laila Benazouz, Narimene Bendjaballah, Melchior Chavoin, Emmanuelle Brindel, Frédéric Messegue, Marceau Aillaud, Claire Staub, Mouna Belgrini, Guillaume Escaffre, Nollane Charonnet, Guy Thimel, Cécile Snaiki et Michèle Lopez.